# 동광초등학교 (경남)
동광초등학교는 대한민국 경상남도 고성군에 있는 공립 초등학교이다.

## 학교 연혁
- 1941년 3월 26일: 감서공립심상소학교 개교

## 참고 자료
- 동광초등학교 - 한국교육학술정보원 학교알리미